# Trinidad (Cuba)
Trinidad, anomenada també Villa de la Santísima Trinidad, és un municipi de la província de Sancti Spíritus de Cuba. La vila es va fundar el 1514 i el seu desenvolupament econòmic es basava en la ramaderia, la pesca, el cultiu del tabac, de fruits menors i, a partir de 1670, de la canya de sucre i el cafè.
En l'actualitat la ciutat mostra la seva història estampada en l'arquitectura colonial amb accentuada tradició morisca i en l'estil neoclàssic introduït en el segle xix. Constitueix un testimoni arquitectònic i urbà important de Cuba i de l'Amèrica Llatina, amb una coherència ambiental no alterada en el transcurs dels anys.
En 1988, el centre històric de Trinidad juntament amb el Valle de los Ingenios varen ser declarats Patrimoni de la Humanitat per la UNESCO.
Els habitatges existents en el Valle de los Ingenios, constitueixen exponents del tipus de construcció vinculada a activitats econòmiques, essencialment la producció de canya de sucre.
El treball de restauració d'aquest lloc el dirigeix l'Oficina del Conservador de Trinidad i Valle de los Ingenios creada el febrer de 1997.

## Història

### Primers habitants
A la Trinidad precolombina es dona una barreja de cultures primitives provinents d'altres llocs del Carib, com la cultura aruaca, que partint de la conca Orinoco-amazònica es van estendre per les petites illes del Carib fins a Cuba; les del Golf de Mèxic preferentment de la península de Yucatán; i des de la península de la Florida, via Bahames, sense descartar altres possibles migracions des de Centreamèrica.
Els primers habitants del territori pertanyien a un grup anomenat Siboney d'origen arawak assentat en el cacicazgo de Guamuhaya, que es dedicaven a la recol·lecció, la caça, la pesca i tenien una ceràmica molt rudimentària, emprant escopinyes marines i ossos, a més de molts adorns i pintures.

### Etapa colonial
Els arxius de la corona espanyola testifiquen que divendres 23 desembre 1513 va arribar Diego Velázquez de Cuéllar al riu del Guaurabo prop de Jagua. A principis de 1514 es funda la Vila de la Santísima Trinidad a la vora del riu Arimao, prop de la badia de Jagua (avui badia de Cienfuegos). Però el lloc estava enfora dels rius on s'establiren els cercadors d'or, això va dur que es traslladés i a mitjans de 1515 ja es trobava en el lloc actual. En 1518, Hernán Cortés surt de Trinidad cap a la conquesta de Mèxic.
Trinidad era un assentament ric en or, però quan es va esgotar aquest mineral es va produir un gran despoblament com a la resta de l'illa. A finals del segle xvi només quedaven sis famílies espanyoles a la comarca. Amb el descens de la població nativa comença la importació massiva d'esclaus africans. Per aquest període la funció estratègica de la ciutat portuària és suplantada per la seva funció econòmica.
Durant els primers tres segles de la colònia, l'activitat econòmica fonamental va ser l'anomenat "comerç de rescat", el contraban amb els corsaris i pirates de la resta del Carib, el que va provocar molts problemes amb el govern central de l'illa.
El segle xvii es caracteritza pel desenvolupament de la ramaderia i les plantacions de canya de sucre i de tabac. A causa de la demanda de productes de la ramaderia i del tabac, fa que Trinidad entri en un període de prosperitat.
A finals del segle xviii, augmenta el desenvolupament agrícola de la canya de sucre a causa del comerç amb la resta de les illes de la regió i l'entrada de gran quantitat d'esclaus a les plantacions. El Valle de los Ingenios es converteix en una zona altament productiva.
En el cens de 1827 s'empadronen en Trinitat, només a l'àrea urbana, 12.543 habitants. En aquesta època comença l'auge de les grans construccions de diversos estils (el Palau de Borrell, el Palau de Iznaga, el Palau de Don Just Cantero, el Palau del Comte de Brunet i el Palau de Bécquer).
La bonança econòmica no va durar molt, ja que es basava en dos fràgils suports: el treball esclau i la sobreexplotació dels sòls i dels recursos energètics. Això va conduir a uns rendiments agrícoles i industrials poc eficients en uns moments en què altres produccions sucreres com la remolatxa d'Europa comencen a ocupar part del mercat mundial.
S'inicia així, a partir de la dècada de 1840, la decadència de Trinidad. Decadència que no es va poder evitar ni amb el procés de modernització que alguns terratinents varen introduir en alguns dels seus ingenios. Aquests emigren cap a altres regions més desenvolupades i de majors perspectives com Cienfuegos, Sancti Spíritus i Puerto Príncipe.

### Etapa republicana
Aquesta època va significar un gran aïllament de la ciutat a causa de la manca de camins i carreteres que permetessin l'accés a través de les muntanyes que voregen la ciutat. Això va contribuir al fet que, en arquitectura, Trinidad romangués en una espècie de congelació que la va mantenir lluny de les influències del neoclàssic i l'Art Déco, estils que van inundar l'Havana o Santiago de Cuba. A causa de la pobresa, la ciutat es va convertir en una de les de major índex d'emigració, tant cap a altres regions de l'illa com cap a l'estranger.
Les comunicacions de Trinidad amb l'est i oest del país es va garantir amb les carreteres a Sancti Spíritus (inaugurada el 1950) i a Cienfuegos (1952).

### Revolució
L'ofensiva final revolucionària comença el 28 de desembre 1958 comandada per Faure Chomón, que ocupa l'aeroport i l'ajuntament. Dos dies més tard es rendeix la Presó Real, últim bastió de l'exèrcit de Batista.
El dictador dominicà Rafael Leónidas Trujillo organitza una invasió, que és derrotada per les tropes sota el comandament de Fidel Castro. L'acció va transcórrer a l'aeroport de la ciutat el 13 d'agost de 1959 sent un rotund fracàs per les tropes invasores.
A partir de 1976 el desenvolupament econòmic és progressiu, orientat sobretot a la mecanització de l'agricultura i emparat pels subsidis de l'URSS. Es comença també a invertir en la mineria. Des de la dècada de 1980 es comença a prestar atenció al turisme, de manera que comença la restauració de les principals obres patrimonials.
El 1988 el Centre Històric de Trinitat i el Valle de los Ingenios són declarats per la UNESCO Patrimoni de la Humanitat. El boom turístic va arribar en els anys 1990, com a la resta de l'illa. Es van edificar nombrosos hotels, restaurants i centres de serveis especialitzats, l'ecoturisme en les muntanyes properes es va establir a finals del decenni.
El 1998 es va fundar l'Oficina del Conservador de la Ciutat de Trinidad, entitat amb personalitat jurídica pròpia subordinada al Consell de l'Administració municipal, i que rep suport de diverses agències turístiques-hoteleres i de la resta d'empreses que radiquen en el municipi. Aquesta Oficina porta endavant els plans de restauració i conservació de la ciutat i el Valle de los Ingenios.

## Estructura urbana

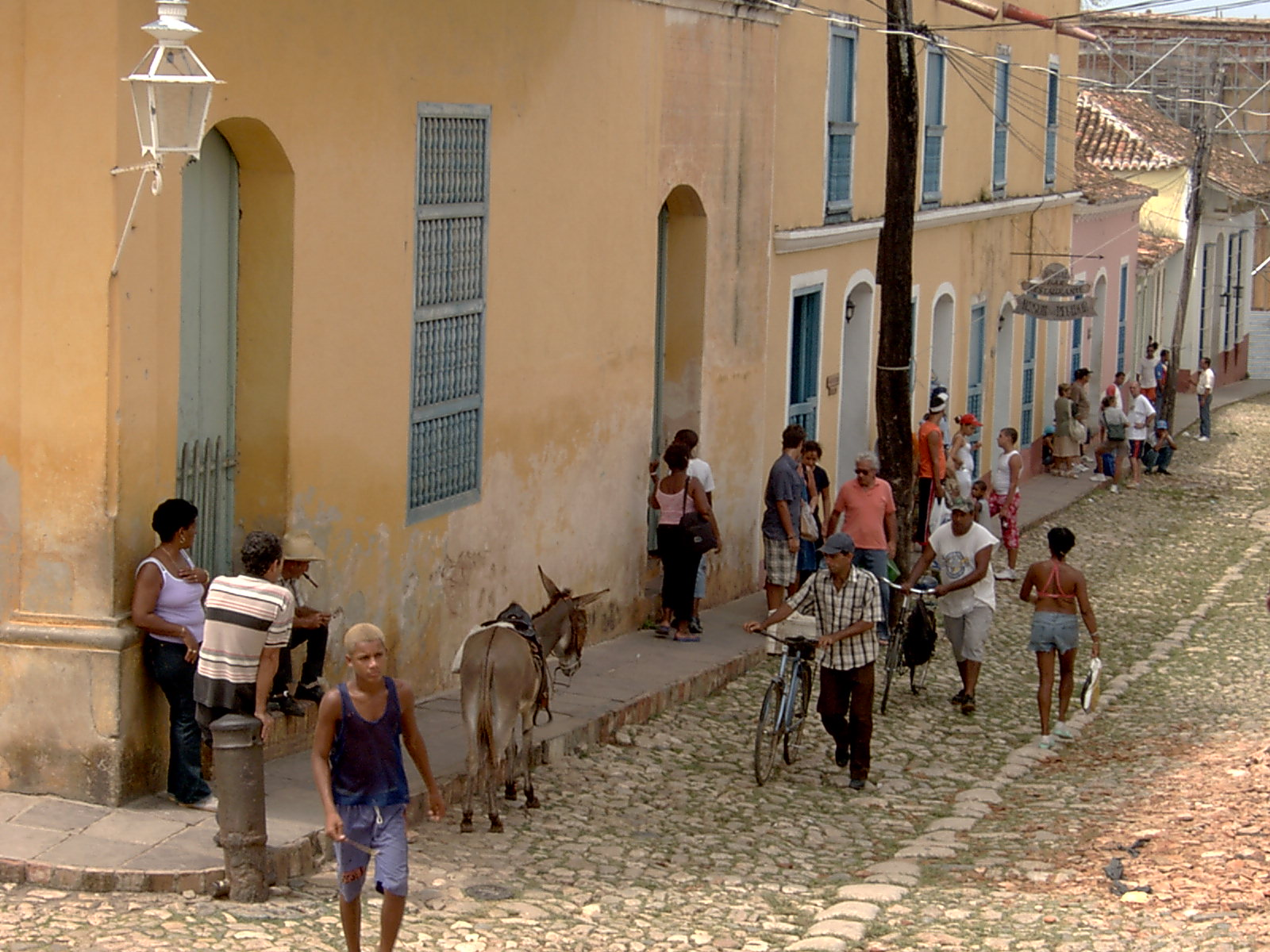
Carrer i gent de Trinidad.

El traçat fundacional de la vila no ha transcendit, però els estudiosos consideren que va estar d'acord amb l'ordre espacial d'altres ciutats de l'illa del segle xvi.
Dos carrers reals van ser el suport de la trama urbana inicial i un espai ample va servir de marc a l'emplaçament de l'església. La forma dels habitatges es basaven en el record d'antigues tradicions urbanes, amb una distribució interna de sala i estances, formes d'estil mudèjar, però amb estructures vernacles de fusta, fang i guano.
Un símbol de concòrdia entre els elements urbà i natural, que encara forma part de la tradició Trinitària, el constitueix l'arbre municipal. Es tracta d'un sabicú (arbre gros de la família de les lleguminoses), situat enfront de l'antic emplaçament del cabildo, fora de la Plaça Major.
En el segle xviii la seva configuració posseïa ja un traçat al voltant de la centralitat dels edificis disposats al voltant de places i placetes.
La singularitat del format urbà de Trinitat es va enriquir durant la primera meitat del segle xix, per l'esplendor econòmic que li va atorgar a la ciutat el foment de la indústria sucrera en la seva Vall de Sant Lluís.

## Llocs d'interès

### Places i placetes

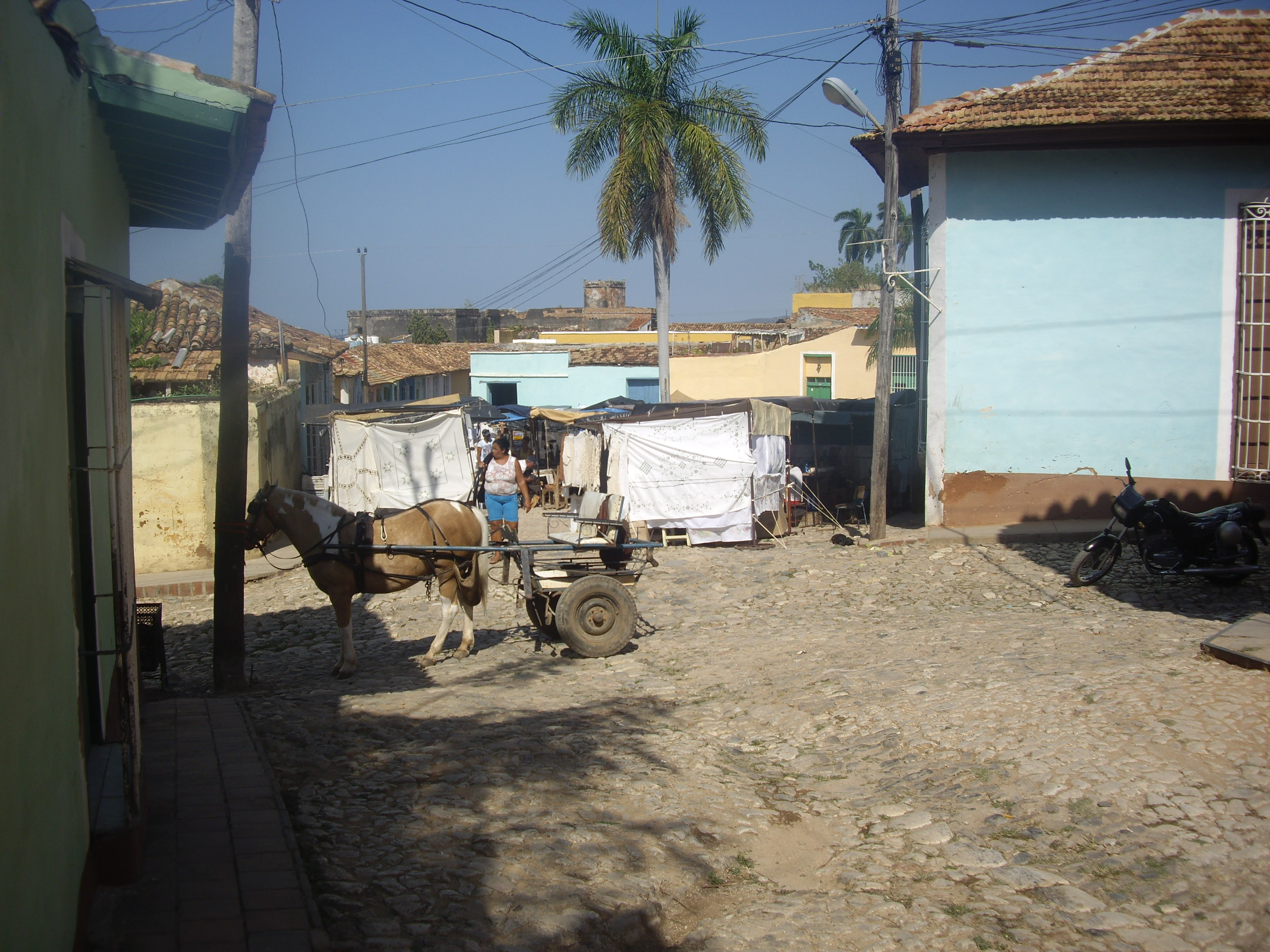
Plaça de les Tres Palmitas

- Plaça de Las Tres Palmitas : A només cent metres al sud de Segarte, hi ha aquesta placeta, formada pels carrers Media Luna, Real del Jigüe i Cañada. Per la seva forma triangular, les seves dimensions i les edificacions que la limiten, és un espai agradable a la vista.

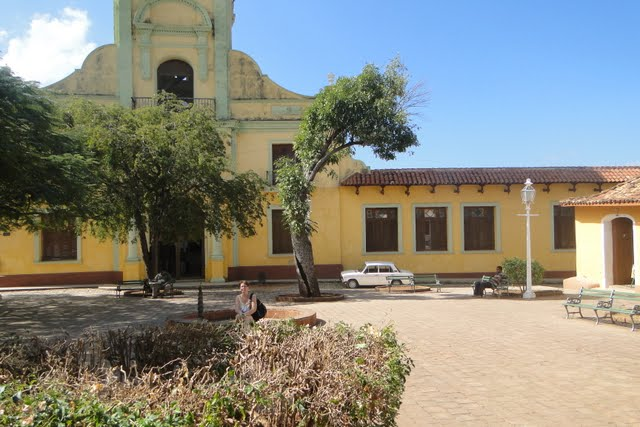
Plaça i església de Santa Ana.

- Plaça de Santa Ana: Està situada a l'extrem oriental del Centre Històric, a uns 500 metres de la Plaça Major, va ser urbanitzada cap a finals del segle xviii i va constituir el punt d'accés al Valle de los Ingenios i important artèria comercial de l'època. Allà es destaquen dues edificacions, l'Ermita de Santa Anna i la Presó Reial.

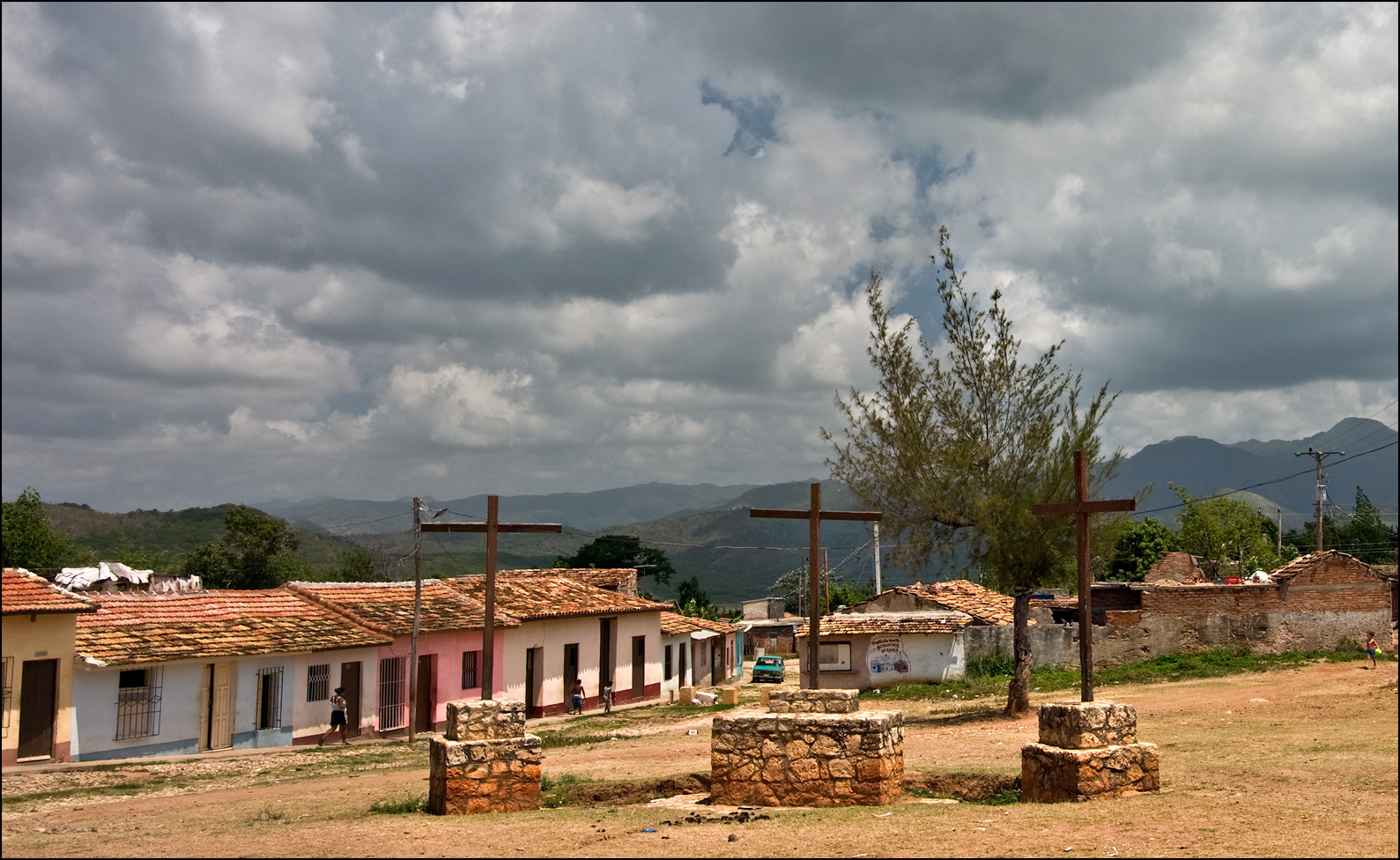
Plaça de las tres cruces.

- Plaça de las tres cruces : Es troba a l'extrem nord-oest del Centre Històric, al barri conegut com El Calvario. Enmig del seu ampli espai s'aixequen tres creus de fusta, posades com a mínim des de 1826 i van ser punt d'arribada de les processons catòliques durant la Setmana Santa i el Corpus, per la qual cosa la plaça va adquirir rellevància des dels moments inicials de la conquesta i colonització. Al voltant d'aquesta plaça hi ha diversos immobles dels segles xviii i xix que li donen un aire peculiar, ja que ens mostra exemples típic de l'arquitectura vernacla.

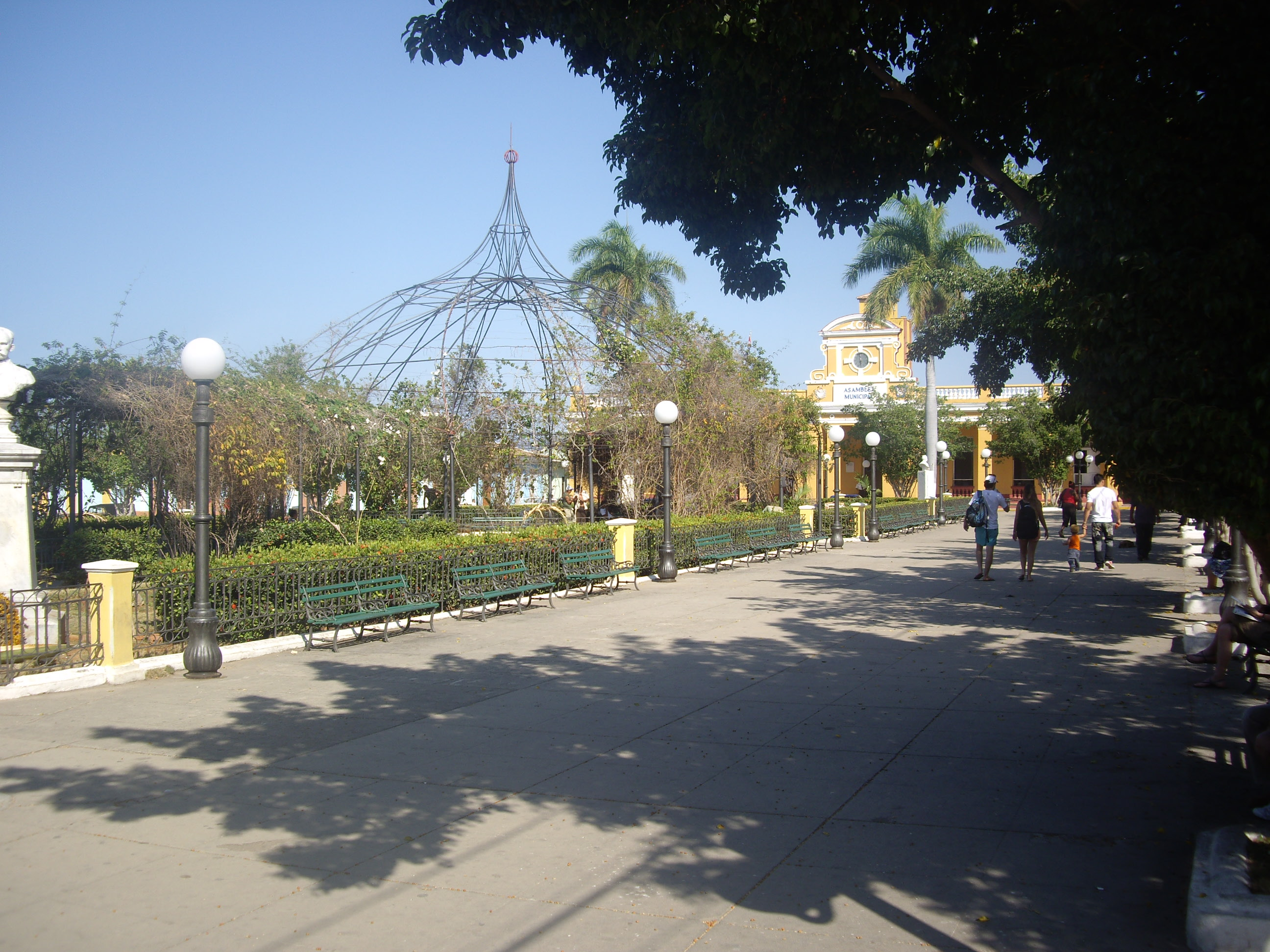
Plaça Carrillo

- Plaça Carrillo:Plaça de significació especial, té el nom històric de Carrillo, encara que els trinitaris la coneixen simplement com el parc. Es localitza al sud-est del centre històric, ja que a finals del segle xviii la ciutat tendia a créixer en aquesta direcció. Aquesta zona, totalment remodelada a principis del segle XX i en la qual predomina l'eclecticisme arquitectònic, compta entre els immobles més importants l'edifici que sempre va ocupar el govern civil, abans denominat Ajuntament, avui seu de l'Administració municipal i l'església de Sant Francesc de Paula. Els voltants de la plaça Carrillo han estat durant aquest segle, el centre de l'activitat comercial i administrativa de la ciutat.
- Plaça Major:

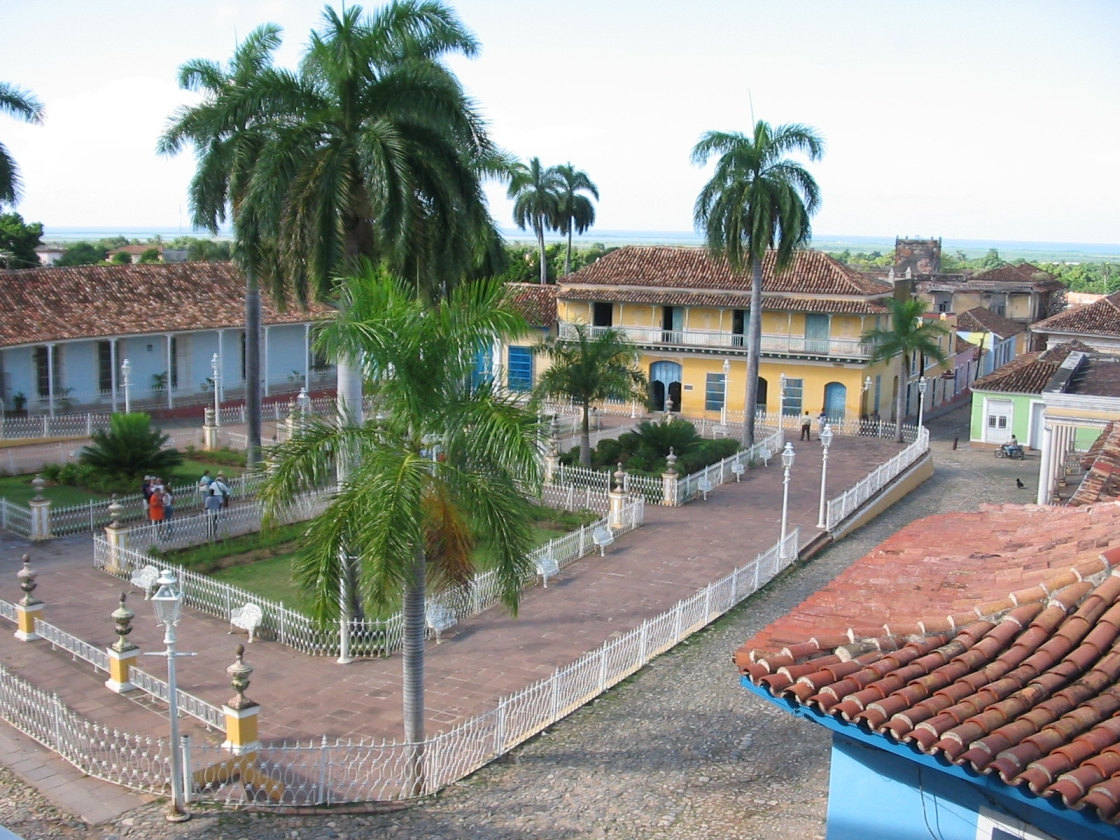
Plaça Major.

Constitueix el cor del centre històric urbà de Trinitat, es limita pels carrers Real del Jigüe, Crist i Desengaño. Envoltada per notables residències, ha arribat a l'actualitat tal com fou configurada en els mitjans del segle xix.
Des dels primers anys d'urbanització de la vila es comença a delimitar aquest espai com a plaça, sent la construcció de l'Antiga Parroquial Major qui la fa anomenar com Plaça de l'Església. És a partir de l'any 1700 que es comença a construir al seu voltant les cases de les més importants famílies de la ciutat. L'any 1842 s'assenyala com Plaça Major l'espai davant de l'església parroquial, llavors en procés de construcció. En realitat, la plaça no era tal i no només l'església es trobava de costat, sinó que els habitatges del seu entorn, excepte les situades al sud, també estaven de costat, amb les façanes d'ingrés cap als carrers que condueixen a la plaça.

### Edificis Civils

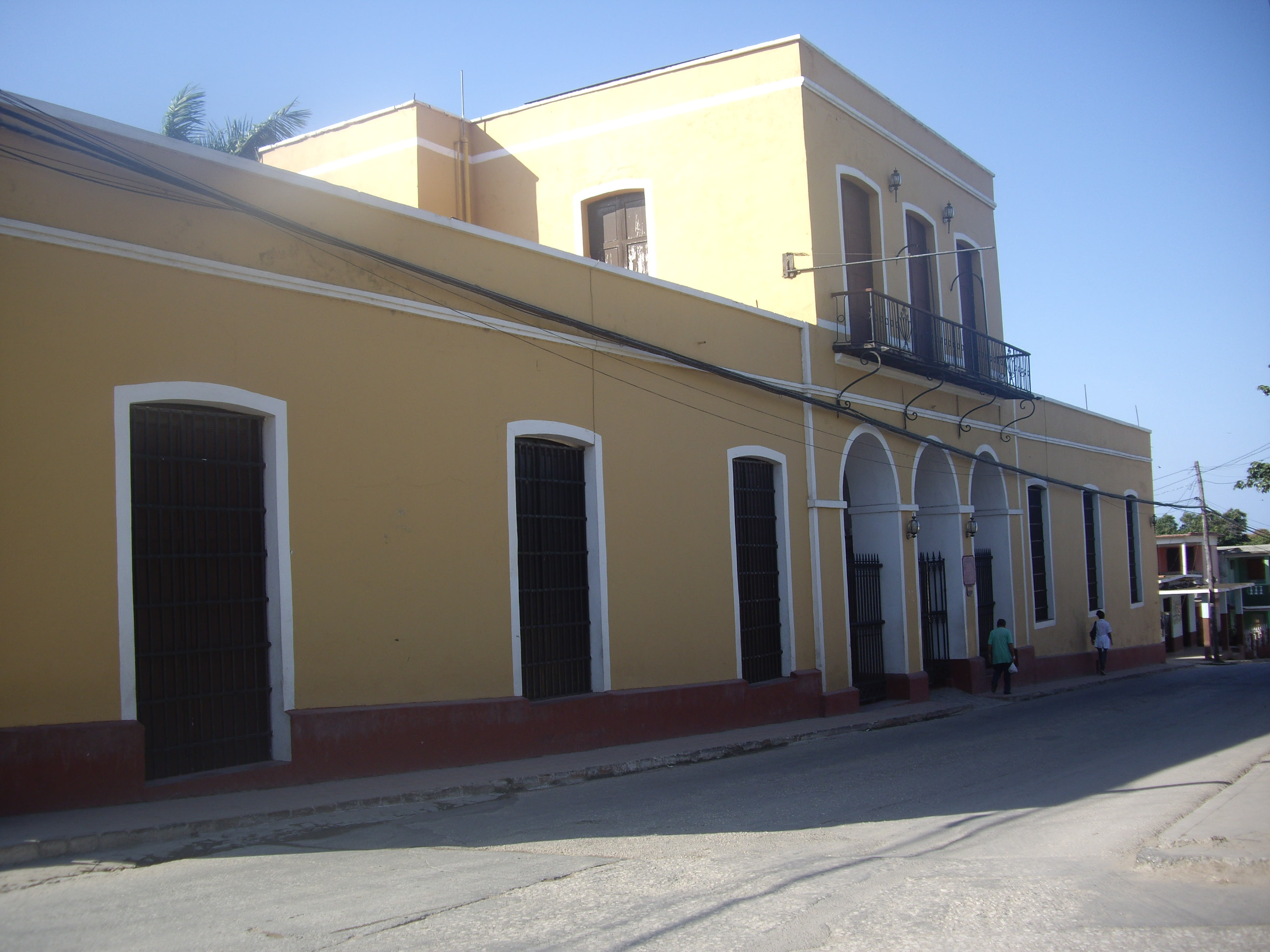
Real Cárcel

- La Real Cárcel: Es va construir el 1844 i és un important exponent de l'arquitectura militar colonialista. Ha estat convertida en un complex comercial i centre d'activitats culturals.

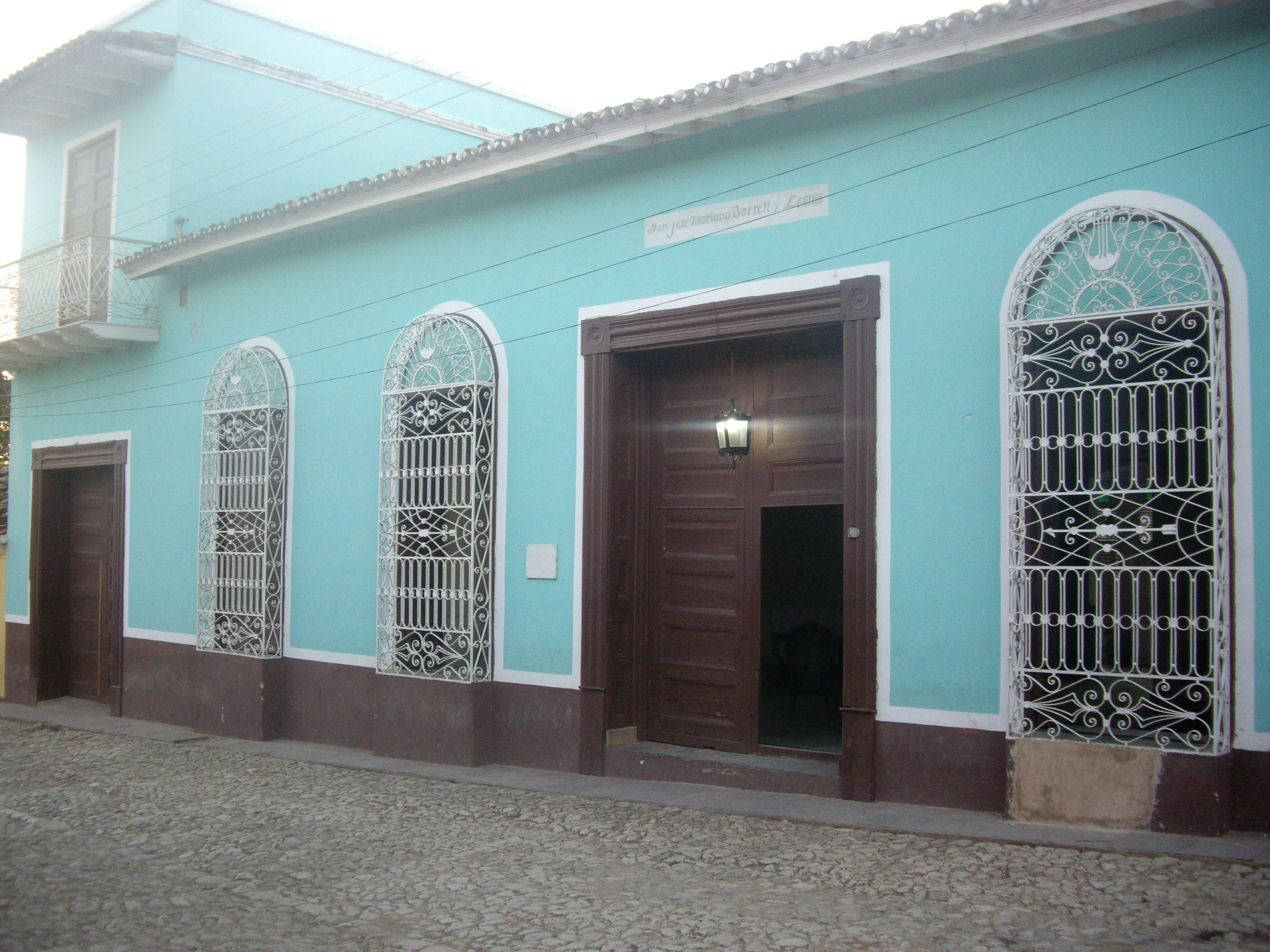
Casa Borrell.

- Casa Borrell: Actualment és la seu de l'Oficina del Conservador de la Ciutat

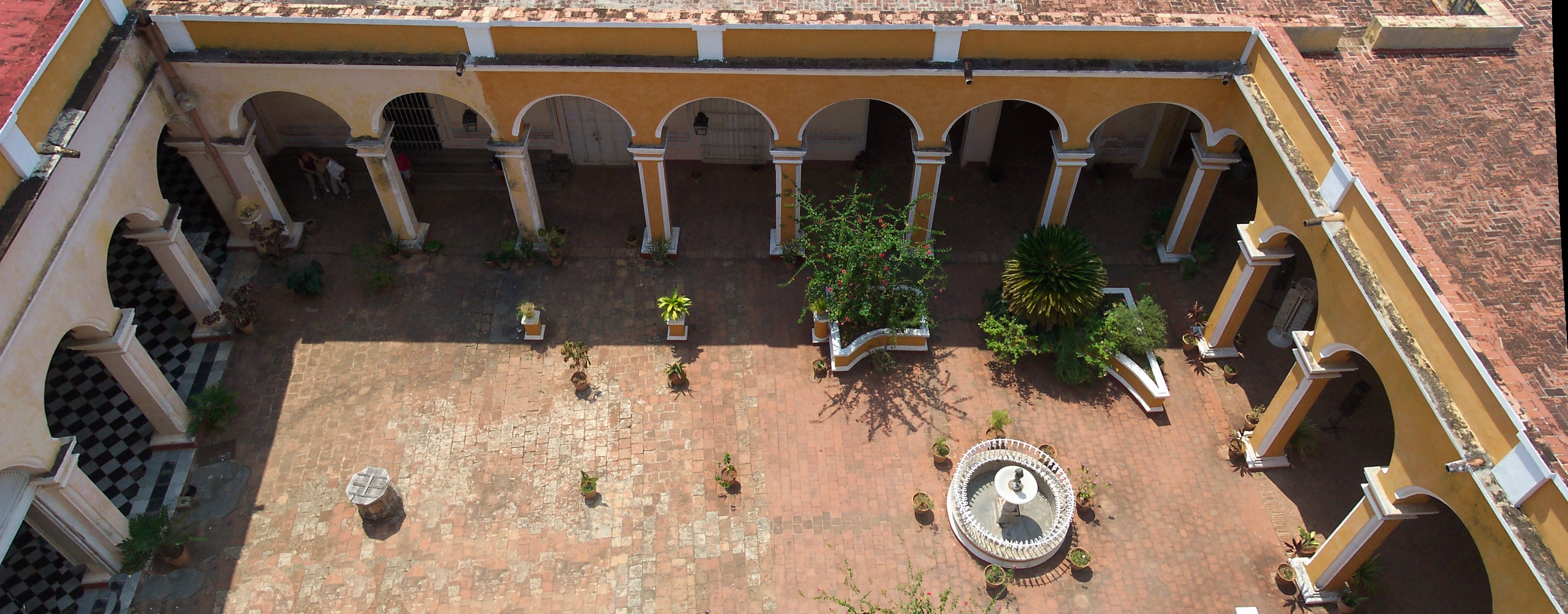
Museu Municipal.

- Museu Municipal de Trinidad: (Carrer Simón Bolivar, 423 cantonada Gustavo Izquierdo i Rubén Marínez Villena) Està situat a l'antic Palau Cantero del qual va ser propietari José Mariano Borrell i Padró un terratinent local dedicat al cultiu de canyes de sucre. Aquest bell museu mostra peces i documents històrics de la vila trinitària.[7]

- Museu Romàntic

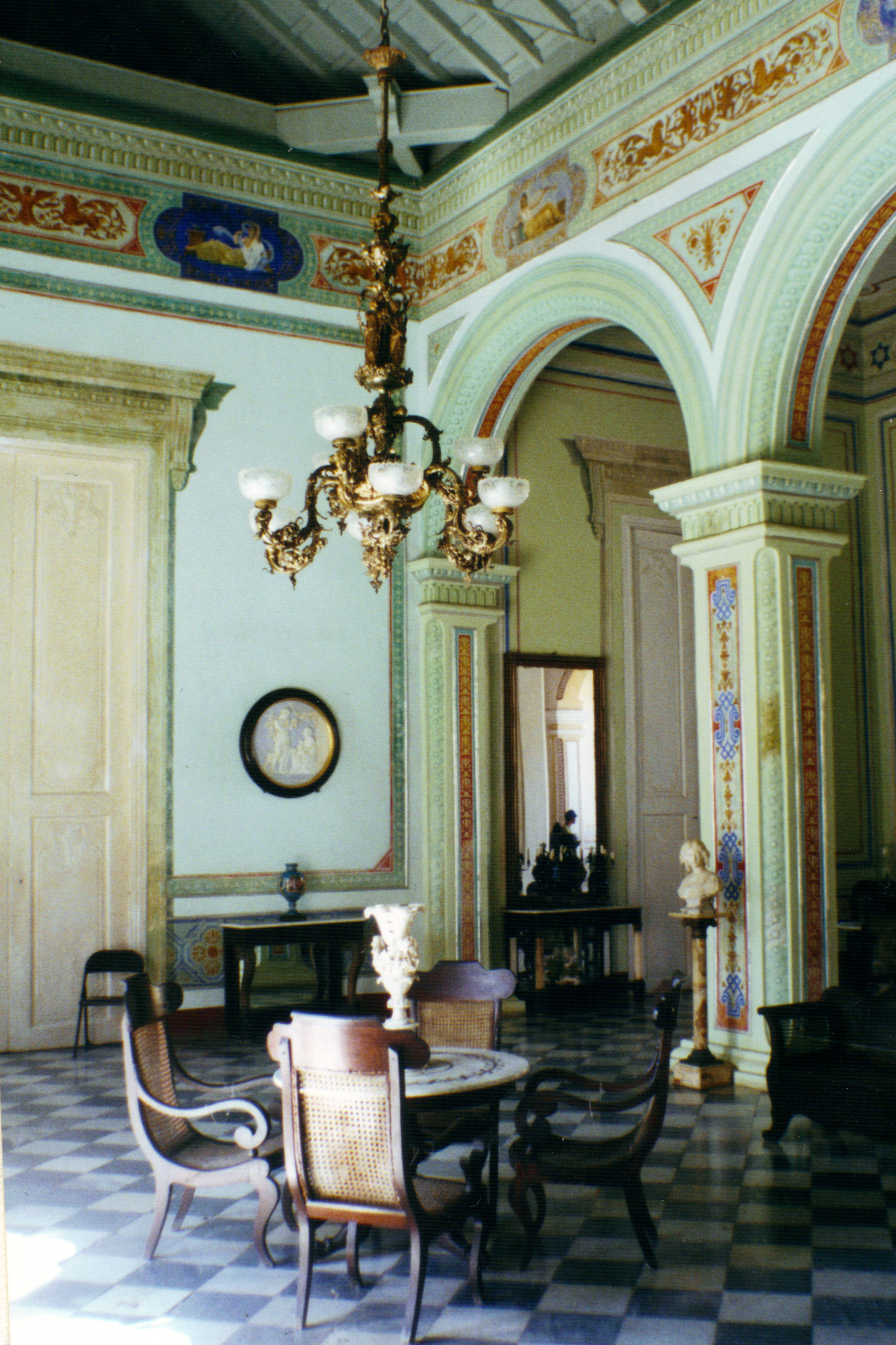
Museu Romàntic.

Antic Palau Brunet, es troba a un costat de la Plaça Major. Es va acabar de construir l'any 1808 i pertanyia a una de les famílies més riques de l'època colonial, els comptes Brunet. En opinió dels historiadors, els grans hisendats rivalitzaven amb l'estructura que li imprimien a les seves mansions i dedicaven grans quantitats de diners a aixecar edificis en què es destacaven el pati, les parets o els pisos.
Aquest palau es distingeix pel pati andalús, que en aquesta època va ser considerat com el més bell del país caribeny. L'estil de la planta baixa és mudèjar i la planta superior neoclàssica. Es distingeixen la façana amb grans arcs sobre pilars que donen forma a la porxada, el paviment de marbre, el balcó volat amb una decorada reixa de ferro.
Es va inaugurar com a museu el 26 de maig de 1974. L'interior recrea, en les seves catorze sales, l'ambient d'una típica residència colonial trinitària dels anys 1830-1860 amb una mostra de mobles i arts decoratives dels segles xviii i xix.
- Museu d'Arqueologia Guamuhaya

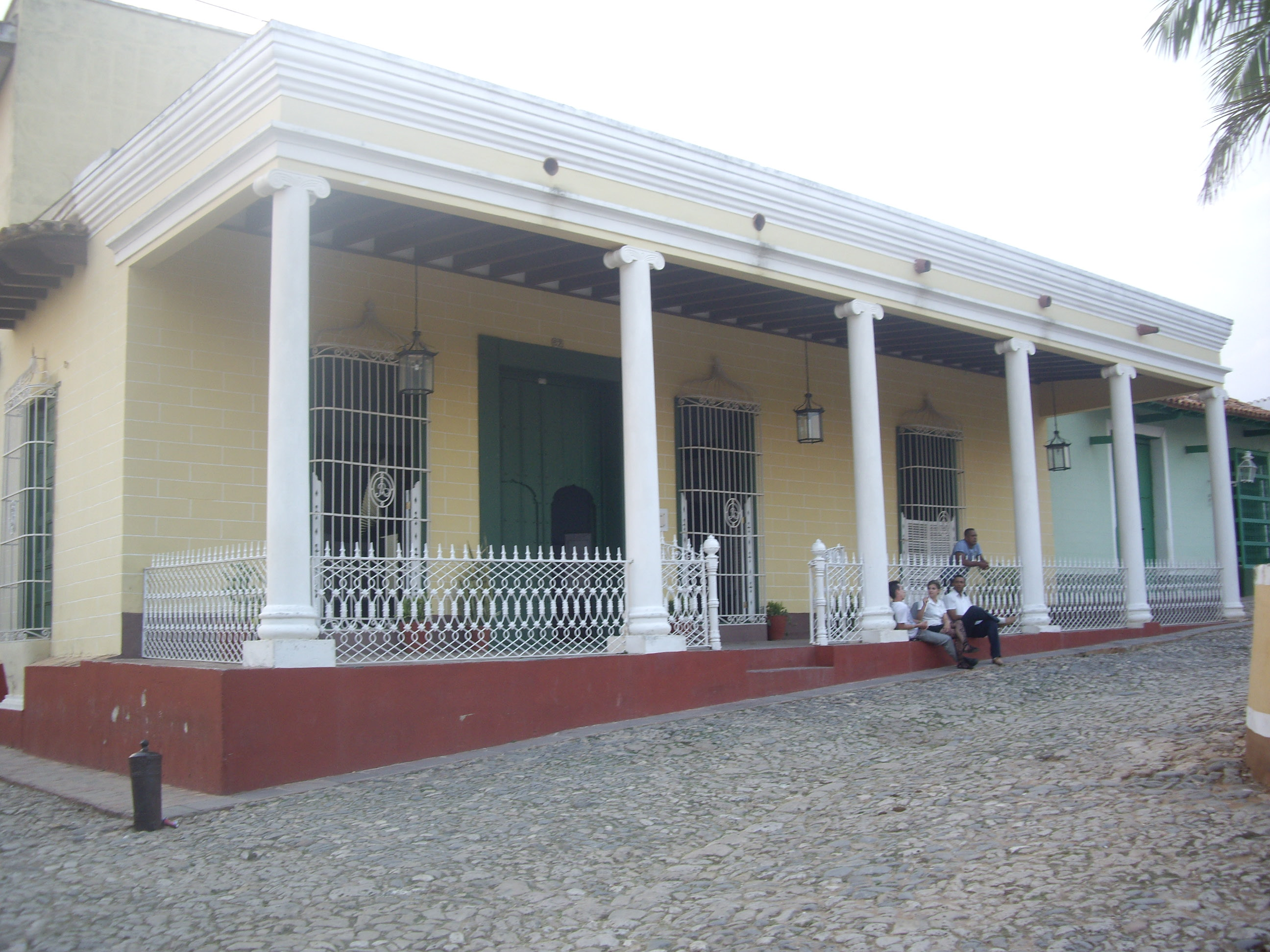
Museu d'Arqueologia Guamuhaya

Conegut històricament com a Casa Padrón, es troba a un costat de la plaça Major i és un edifici del segle xviii. Aquest immoble ha estat subjecte a diversos processos d'adaptació, sent el darrer el d'Àngela Borrell i Padrón, que modifica i embelleix notablement l'antiga casa, li afegeix una porxada de tall neoclassicista, i els seus murs interiors reben tractament pictòric.
El Museu es va inaugurar el 15 de maig de 1976 i mostra, en vuit sales permanents, objectes pertanyents a les comunitats aborígens que vivien en la regió centre-sud de l'illa de Cuba durant l'etapa precolombina, a més d'alguns articles valuosos de l'etapa colonial de la ciutat i les valls properes.
- Museu d'Arquitectura Colonial

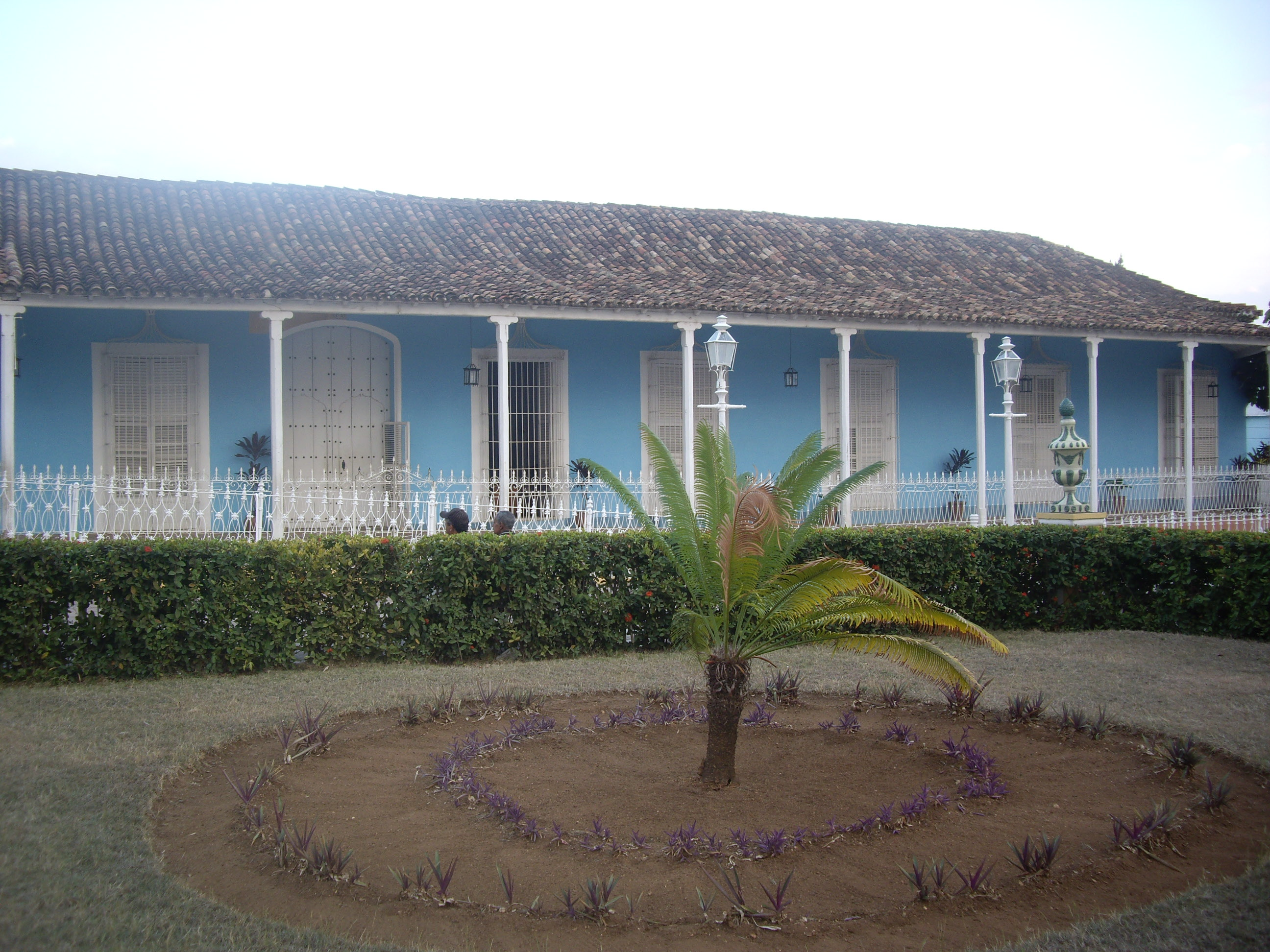
Museu d'Arquitectura Colonial

Està situat a un costat de la Plaça Major on abans era la casa de la família Sánchez Iznaga (coneguda com la Casa Azul). Aquest habitatge clàssic va ser concebut per a dues unitats independents i ha mantingut invariable l'estil constructiu del període colonial, datades el 1738 una i 1785 l'altra. Aquestes es refonen en una sola unitat al voltant dels anys 80 del segle xix.
S'inaugura com a museu el 4 de novembre de 1979 i té vuit sales d'exposicions que ens mostra el desenvolupament arquitectònic de la ciutat en el transcurs dels segles.
- Torre Manacas-Iznaga

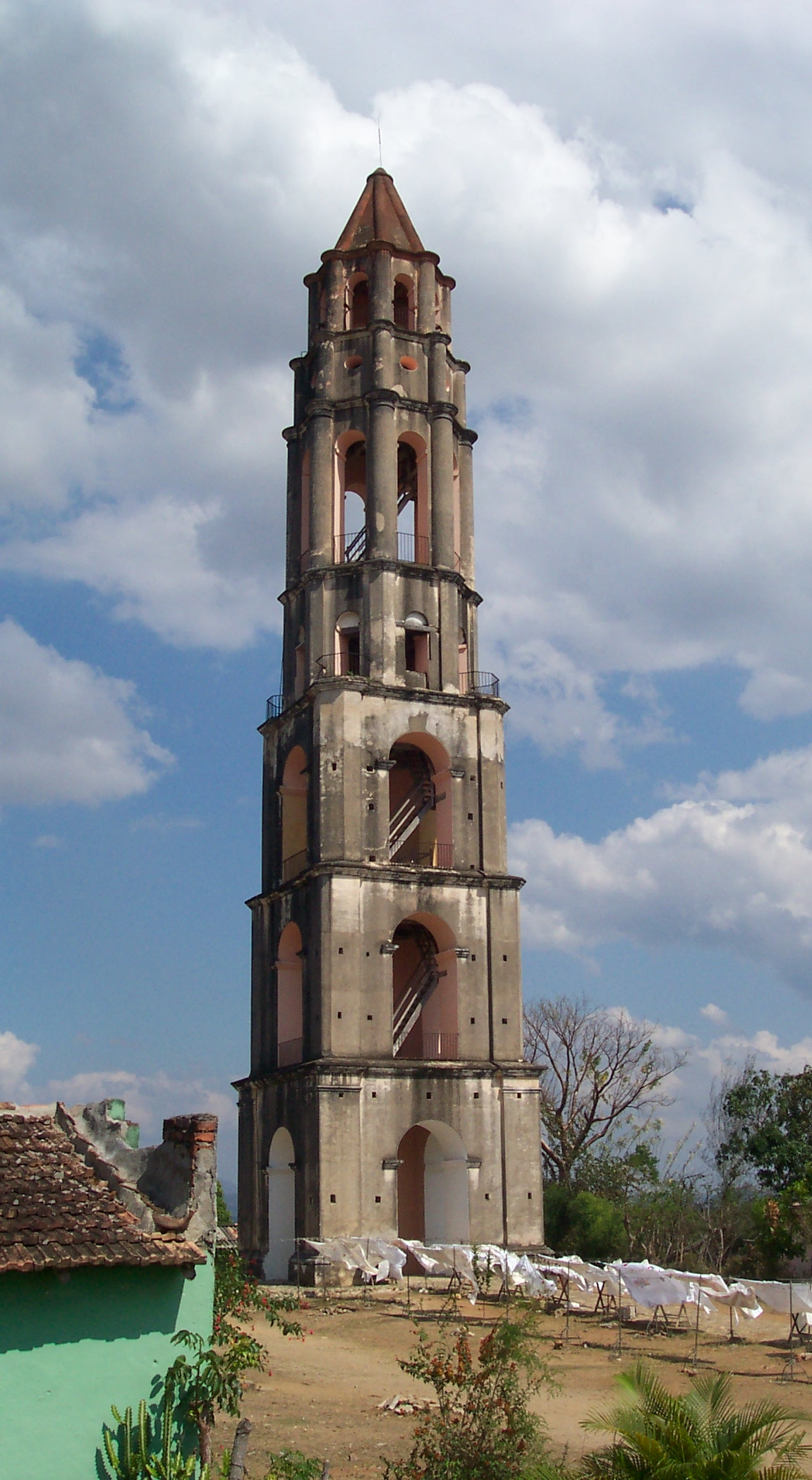
Torre Manacas-Iznaga

Està ubicada al nord de la carretera que uneix Trinidad amb Sancti Spíritus, a 14 quilòmetres de la primera. Es va construir entre els anys 1815 i 1830. L'objectiu de la torre era la vigilància de les plantacions sucreres i és un signe de riquesa que predominava a la vila.
Té una sòlida estructura, repartida en set nivells amb formes geomètriques que transiten des del quadrat fins a l'octàgon, amb arcs espaiosos i una escala interna de 184 escalons que va des de la base fins a dalt. Una construcció de maons de fang cuit i un morter tradicional de calç i sorra, que la doten d'envejable resistència. El seu disseny permet la circulació dels vents en el seu interior, el que la fa imbatible a l'impacte frontal d'aquests. Té una altura de 45 m. A dalt de tot hi ha una campana que avisava de l'inici i final del període de treball dels esclaus, així com l'obligatòria oració a la Santíssima Trinitat al matí, migdia i tarde.
Va ser declarada Monument Nacional el 1978.

### Edificis Religiosos

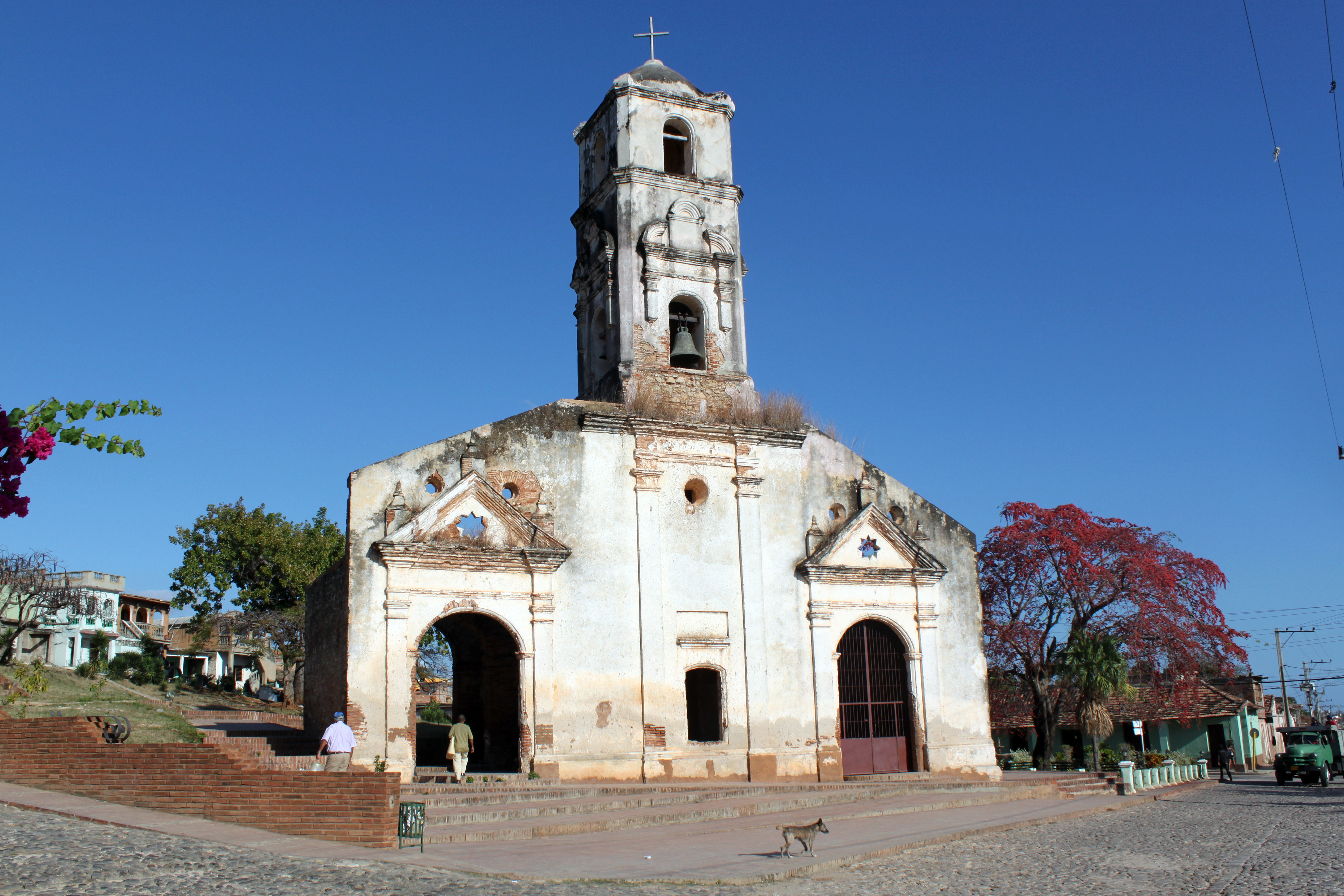
Ermita de Santa Anna

- Ermita de Santa Anna: Situada a la plaça de Santa Ana va ser durant molts anys Parroquia Major. Es va construir durant el primer quart del segle xviii i va ser reconstruïda el 1812 i avui espera la intervenció restauradora.

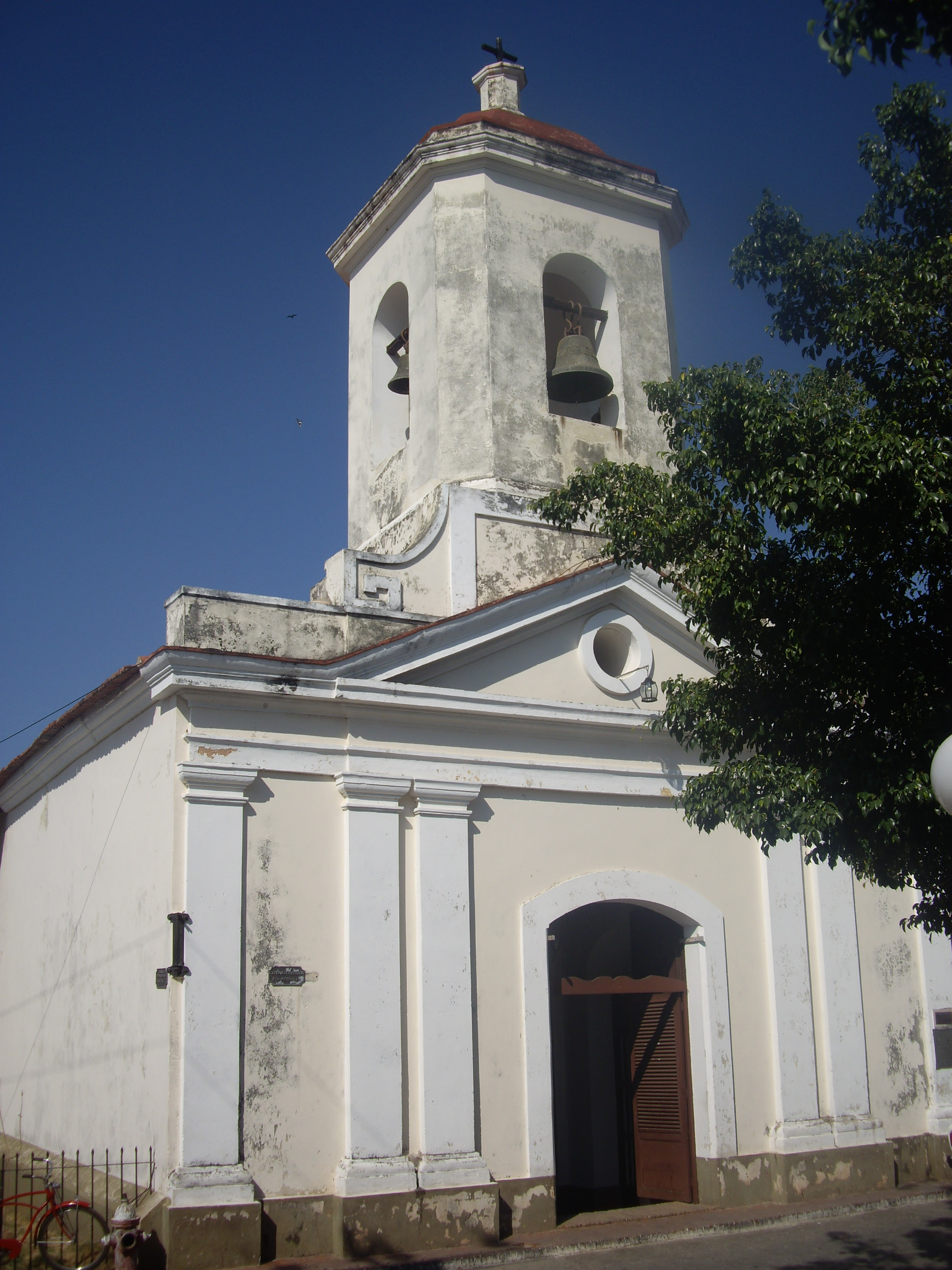
Església Sant Francesc de Paula

- Església de Sant Francesc de Paula: Amb un hospital annex, es va aixecar a la primera dècada del XIX, per esdevenir Església auxiliar de la Santíssima Trinitat des de 1830, condició que manté actualment.